# Luoxi (köpinghuvudort i Kina, Jiangsu Sheng, lat 31,90, long 119,80)
Luoxi (kinesiska: 罗溪, 罗溪镇) är en köpinghuvudort i Kina. Den ligger i provinsen Jiangsu, i den östra delen av landet, omkring 96 kilometer öster om provinshuvudstaden Nanjing. Antalet invånare är 47 432. Befolkningen består av 22 698 kvinnor och 24 734 män. Barn under 15 år utgör 10,0 %, vuxna 15-64 år 78 %, och äldre över 65 år 10,0 %.
Runt Luoxi är det mycket tätbefolkat, med 1 135 invånare per kvadratkilometer. Närmaste större samhälle är Chunjiang, 17,9 km öster om Luoxi. Trakten runt Luoxi består till största delen av jordbruksmark.
Genomsnittlig årsnederbörd är 1 525 millimeter. Den regnigaste månaden är juli, med i genomsnitt 289 mm nederbörd, och den torraste är januari, med 43 mm nederbörd.